# Zwłoki

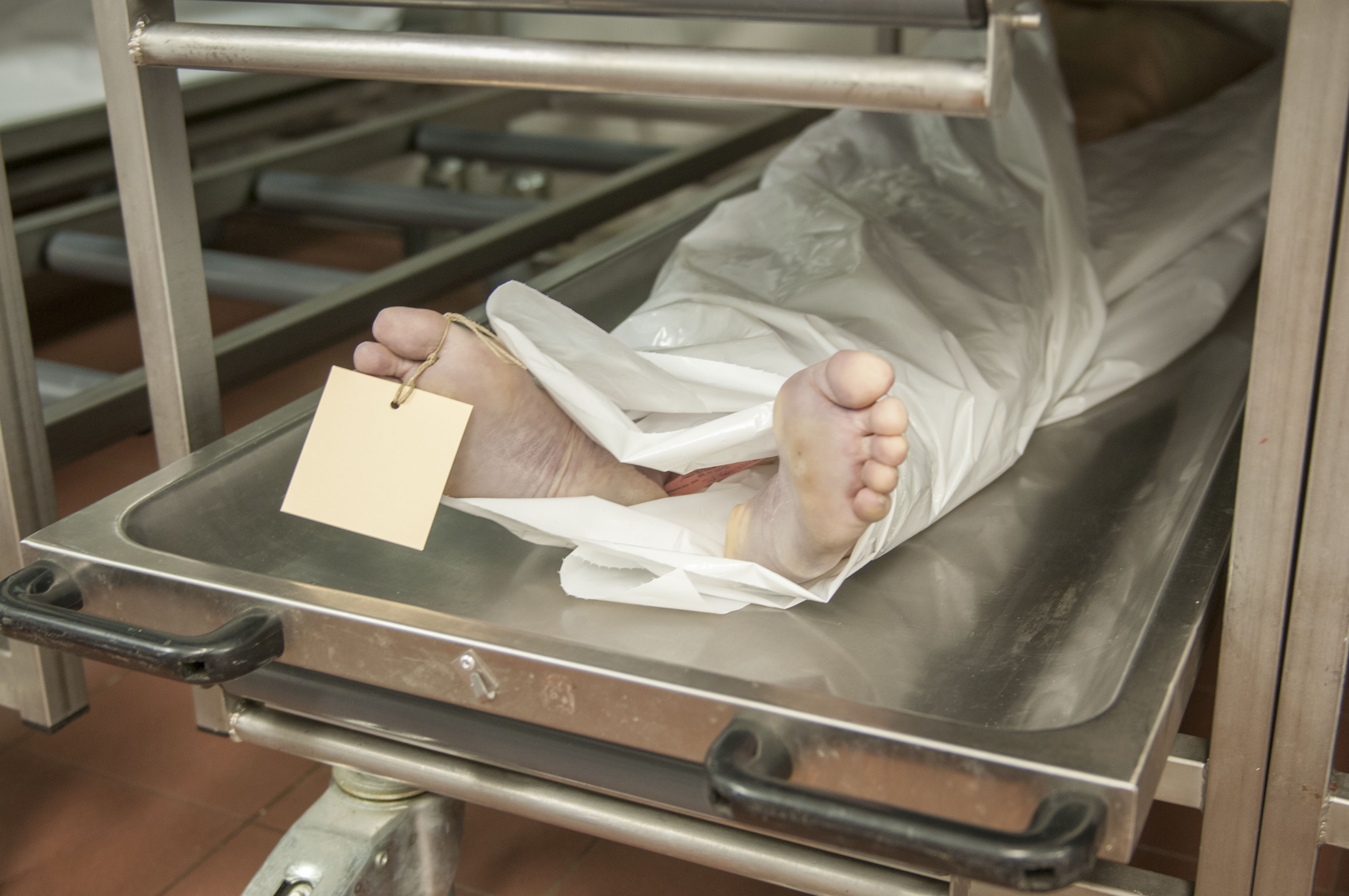
Zwłoki ludzkie w prosektorium

Zwłoki – martwe ciało ludzkie lub zwierzęce.
Bez spreparowania zwanego mumifikacją zwłoki ulegają procesowi rozkładu. Po zniszczeniu wierzchnich tkanek pozostają kości, które są trudno rozkładalne. Dopiero po czasie kilkuset lat zwłoki zostają całkowicie rozłożone przez biodegradację. Zwłoki po mumifikacji mogą utrzymywać się bardzo długo. Sztuka utrzymywania ciał istniała już w starożytnym Egipcie.
Zgodnie z polskim prawem zwłoki ludzkie muszą zostać pochowane na cmentarzu – w trumnach, lub po uprzednim spopieleniu – w urnach. Jedynie w wyjątkowych sytuacjach zwłoki można zatopić w morzu; ograniczenie to nie dotyczy popiołów pozostałych po kremacji, które mogą być zatapiane w morzu bez ograniczeń prawnych. Zwłoki mogą zostać także przekazane do celów naukowych i dydaktycznych (np. Program Świadomej Donacji Zwłok). 